# Mordiford
Mordiford is een civil parish in het bestuurlijke gebied Herefordshire, in het Engelse graafschap Herefordshire.